# Бас ван Велтовен
Бас ван Велтовен (нід. Bas van Velthoven, 26 лютого 1985) — нідерландський плавець.
Учасник Олімпійських Ігор 2008 року.
Призер Чемпіонату світу з плавання на короткій воді 2008 року.
Призер Чемпіонату Європи з водних видів спорту 2008 року.
Призер Чемпіонату Європи з плавання на короткій воді 2006 року.